# Leuchtfeuer (1954)
Leuchtfeuer ist ein deutsch-schwedischer Spielfilm von Wolfgang Staudte aus dem Jahr 1954.

## Handlung
Auf einer unwirtlichen Insel im Atlantischen Ozean sind die Einwohner auf Hilfe von außen angewiesen. Regelmäßig kommt ein Schiff zur Insel, um die Bewohner mit Lebensmitteln und Waren des täglichen Bedarfs zu versorgen. Als der Winter naht und die Stürme kommen, bleibt das Schiff plötzlich aus. Die Menschen beginnen zu hungern und vor allem die Mütter mit ihren Neugeborenen leiden unter der Kälte und der Lebensmittelknappheit. Nur mit Mühe kann sich der Leuchtturmwärter gegen einen Bewohner der Insel durchsetzen, der die letzte verbliebene Kuh des Fleisches wegen schlachten will. Sie soll weiter Milch für die Kleinkinder geben. Ein Versuch der Fischer, in der tosenden See wenigstens etwas Fisch zu fangen, schlägt fehl. Auch Treibgut lässt sich im Winter kaum mehr finden. Lebensmittel, die an Land gespült werden, sind verdorben. Der Leuchtturmwärter wiederum besteht darauf, das Feuer des Turms brennen zu lassen, und bringt so die Inselbewohner gegen sich auf: Würde das Leuchtfeuer nicht brennen, würde vielleicht eines der Schiffe, die an der Insel vorbeifahren, an den Klippen zerschellen. So würden Lebensmittel angespült werden.
Als die Not zu groß wird, begeben sich zwei Inselbewohner auf abenteuerliche Fahrt zum Festland. Sie haben Habseligkeiten der Inselbewohner dabei, die sie zu Geld und daraufhin wieder zu Essen machen wollen. Der Verkauf erweist sich jedoch als schwierig. Kurz vor Weihnachten haben sie kaum genug erwirtschaftet, um die Reisekosten zu begleichen. Sie lagern neben einem großen Lebensmittel-Frachter, der repariert werden muss und daher nicht auslaufen kann. Als die Besatzung des Frachters vom Schicksal der Inselbewohner hört, schließen die Matrosen mit ihrem Chef ein Abkommen: Die Mannschaft arbeitet 24 Stunden durch, um den Frachter flott zu kriegen. Im Gegenzug wird der kleine Kutter der Inselbewohner mit Lebensmitteln voll beladen. Der Chef stimmt zu und kurze Zeit später kann der beladene Kutter zur Insel ablegen.
Auf der Insel haben die radikalen Bewohner inzwischen die Oberhand gewonnen. Nachdem die letzte Kuh an Schwäche gestorben ist, werfen die Bewohner dem Leuchtturmwärter Feigheit vor und dieser löscht angesichts der aggressiven Haltung der Bewohner, die ihn zunehmend um sein Leben fürchten lässt, das Leuchtfeuer. Wenig später läuft ein großer Personendampfer auf den Klippen auf. Die Menschen, darunter viele Kinder, können gerettet werden. Die Bewohner bekommen Skrupel und wollen den Leuchtturmwärter nun schützen. Er solle einfach behaupten, das Licht des Turms sei kaputt gewesen. Niemand werde ihn verraten. Der Leuchtturmwärter bekennt sich jedoch schuldig, das Licht gelöscht zu haben, da er auf angeschwemmte Lebensmittel aus war. Er wird verhaftet. In der Dunkelheit zerschellt auch der Kutter der Inselbewohner an den Klippen – die Besatzung kommt dabei vermutlich ums Leben. An der unbewohnten Seite der Insel werden die Lebensmittel an den Strand gespült, wo sie niemand bemerkt.

## Produktion
Bereits 1949 hatte Wolfgang Staudte gemeinsam mit Werner Jörg Lüddecke das Drehbuch für Leuchtfeuer vollendet. Vorgesehen war, den Film gesamtdeutsch zu produzieren. Neben der DEFA der DDR sollte auch die bundesdeutsche Real-Film aus Hamburg an Leuchtfeuer beteiligt sein. Der Produzent der Real-Film Erich Mehl erhielt vom Bundeswirtschaftsministerium jedoch „aus grundsätzlichen Erwägungen“ keine Erlaubnis für die Zusammenarbeit. Mehl vermittelte daraufhin die Zusammenarbeit mit der kleinen schwedischen Produktionsfirma Pandora-Film. 
Gedreht wurde der Film vom März bis Mai 1954.
Wesentliche Szenen des Films konnten so auf den schwedischen Pater-Noster-Schären, darunter auf Marstrand, gedreht werden. Die sonstigen Außenaufnahmen entstanden auf Rügen. Produziert wurde der Film im Studio Babelsberg.
Leuchtfeuer hatte am 3. Dezember 1954 im Berliner Kino Babylon und im Defa-Filmtheater Kastanienallee seine Premiere und kam am folgenden Tag in die Kinos der DDR. Im Jahr 1955 lief Leuchtfeuer im Rahmen der „Woche des deutschen Films“ auch in bulgarischen Kinos. In Schweden wurde der Film nicht gezeigt. Leuchtfeuer war der letzte DEFA-Film, den Staudte als Regisseur vollendete.

## Kritik
Die zeitgenössische Kritik der DDR lobte den Film: „In diesem Staudte-Film sind alle, aber wirklich alle wesentlichen Gedanken des Filmthemas in Handlung aufgelöst und werden vollständig aus der Handlung evident. […] jede Gestalt des Films, jedes Motiv dient ohne Anflug von Konstruktion der Klärung einer schwierigen, geistigen Problematik. Not und Notwehr, Unzulänglichkeit oder Verbrechen, Recht oder Unrecht.“
Auch die bundesdeutsche Kritik nahm den Film positiv auf: Der Film wurde als „frei von jeglicher Politik“ gelobt; er zeige „im Gegensatz zu dem Gros der sonstigen Defa-Produktion beachtliches technisches und künstlerisches Niveau“, so Der Kurier. Die Frankfurter Film-Woche befand: „Wenn die Defa auf diesem Wege fortschreitet, dann sollte […] ‚Leuchtfeuer‘ das erste Blinklicht durch den herabgelassenen Filmvorhang sein.“
Für den film-dienst war Leuchtfeuer „ein ausdrucksstarker Film von überdurchschnittlicher künstlerischer Qualität“, für Ralf Schenk hingegen ein „seltsam im luftleeren Raum schwebender, schwerfälliger Film“.